# Луиза Элеонора Гогенлоэ-Лангенбургская
Луиза Элеонора Гогенлоэ-Лангенбургская (нем. Louise Eleonore zu Hohenlohe-Langenburg; 11 августа 1763 — 30 апреля 1837) — принцесса Гогенлоэ-Лангенбургская, в замужестве герцогиня и регент Саксен-Мейнингена.

## Семья
Луиза Элеонора была дочерью владетельного князя Кристиана Альбрехта Гогенлоэ-Лангенбургского и его супруги, принцессы Каролины Штольберг-Гедернской (1732—1796).

## Брак и дети
27 ноября 1782 года в Лангенбурге она вышла замуж за Георга I Саксен-Майнингенского. У них было трое детей:
- Аделаида (1792—1849), в 1818 году она вышла замуж за короля Великобритании Вильгельма IV.
- Ида (1794—1852), вышла замуж за принца Карла Бернхарда Саксен-Веймар-Эйзенахского.
- Бернхард II (1800—1882), герцог Саксен-Мейнингена, женился на принцессе Марии Фридерике Гессен-Кассельской (1804—1888).

## Регент
Когда её муж умер 24 декабря 1803 года, она стала регентом герцогства Саксен-Мейнинген при своём малолетнем сыне Бернхарде II. Она управляла с большой энергией, мужеством и здравым смыслом во время Наполеоновских войн, которые в течение следующего десятилетия разорили саксонские государства. Герцогство голодало. Луиза пыталась предотвратить это с помощью импорта пшеницы. Несмотря на то, что французские, а затем русские войска стали отступать, Луиза отказалась бежать. Она не покинула своей страны и осталась в Саксен-Мейнингене вместе со своим сыном и дочерьми. Она делала всё, чтобы сохранить автономию своего герцогства для сына. Луиза присоединилась к союзникам в 1813 году и сохранила герцогство для сына. Он стал правящим герцогом Саксен-Мейнингенским восемь лет спустя. В 1821 году она открыла гимназию Бернгардинум в Майнингене. Её дети были хорошо образованны, и она отправила их в образовательную поездку по Италии с наставником Иоганном Генрихом Песталоцци. После того как её сын достиг совершеннолетия, Луиза продолжала ездить за границу, в основном в Англию, чтобы встретиться с дочерью Аделаидой.